# サンディフック小学校銃乱射事件
サンディフック小学校銃乱射事件（サンディフックしょうがっこうじゅうらんしゃじけん）は、2012年12月14日に、アメリカ合衆国・コネチカット州ニュータウンのサンディフック小学校で発生した銃乱射事件（スクールシューティング）。

## 概要
20歳のアダム・ランザが、6歳から7歳の子供20人（男児8人、女児12人）と、成人の女性職員6人の計26人を射殺した。当日、ランザは学校へ行く前にニュータウンの自宅で自身の母親も射殺している。通報を受けた緊急対応要員が学校に到着すると、ランザは自身の頭部を撃って自殺した。
この事件は、米国史上、小中学校で発生したものとしては最悪の銃乱射事件、米国全体では4番目に犠牲者を出した銃乱射事件となった。
この事件により、銃規制に関する議論が活発化した。購入者の背景を確認するシステムを普遍化する提案や、10発以上の弾薬を搭載した特定の種類の半自動小火器や弾倉の販売と製造を禁止する提案がなされた。
コネチカット州検事局が発行した2013年11月の報告書は、ランザが単独で計画し行動したと結論付けたが、何故彼がそうしたのか、何故学校を標的にしたのかについては示されなかった。児童擁護局が2014年11月に発表した報告書によれば、ランザにはアスペルガー症候群があり、鬱病、不安神経症、強迫性障碍に悩まされていたが、それらが彼の殺人行為を引き起したわけではなかったと結論付けた。また、次のように記した。「彼の内在化した、深刻に悪化していた精神健康の問題……暴力を伴う変則的な関心と組み合され……武器へのアクセス……大量殺人の製法を証明した」

## 背景
2012年11月30日の時点でサンディフック小学校には、併設された幼稚園から4年生まで、全部で456人の子供が在籍していた。学校の警備規則は当時更新されたばかりで、訪問者は映像モニターによる視認および身元確認後、個別に立ち入りを許可される必要があった。学校の扉は、朝の登校終了後、毎日午前9時30分に施錠されていた。
ニュータウンは、コネチカット州フェアフィールド郡にあり、ニューヨーク市から約60マイル（100キロ）の地点に位置する。28,000人の居住者の町では、暴力犯罪は稀であった。この事件以前の10年間、町で発生した殺人事件は1件のみであった。
当時のコネチカット州の法律の下では、20歳のランザは小銃（ライフル）や散弾銃（ショットガン）などの長い銃を携行するのには十分な年齢であったが、拳銃（ハンドガン）を所有または携行するには若過ぎた。ランザが使用した銃は、彼の母親によって合法的に購入されていた。

## 事件
- 加害者の母親
  - ナンシー・ランザ（Nancy Lanza）、52歳（自宅で被弾）[27]
- 学校職員
  - レイチェル・ダヴィーノ（Rachel D'Avino）29歳、行動療法士[28]
  - ドーン・ホクスプルング（Dawn Hochsprung）47歳、校長
  - アン・マリー・マーフィー（Anne Marie Murphy）52歳、特別教育教師[29]
  - ローレン・ルソー（Lauren Rousseau）30歳、教師
  - メアリー・シェルラッハ（Mary Sherlach）56歳、学校心理学者
  - ヴィクトリア・リー・ソト（en:Victoria Leigh Soto）27歳、教師
- 生徒
  - シャーロット・ベーコン（Charlotte Bacon）6歳[30]
  - ダニエル・バーデン（Daniel Barden）7歳
  - オリヴィア・エンジェル（Olivia Engel）6歳
  - ジョセフィーヌ・ゲイ（Josephine Gay）7歳
  - ディラン・ホックレイ（Dylan Hockley）6歳
  - マドレーヌ・スー（Madeleine Hsu）6歳
  - キャサリン・ハバード（Catherine Hubbard）6歳
  - チェース・コワルスキー（Chase Kowalski）7歳
  - ジェシー・ルイス（Jesse Lewis）6歳
  - アナ・マルケス・グリーン（Ana Márquez-Greene）6歳
  - ジェームス・マッティオリ（James Mattioli）6歳
  - グレイス・マクドネル（Grace McDonnell）7歳
  - エミリー・パーカー（Emilie Parker）6歳
  - ジャック・ピント（Jack Pinto）6歳
  - ノア・ポズナー（Noah Pozner）6歳
  - キャロライン・プレヴィディ（Caroline Previdi）6歳[31]
  - ジェシカ・リコス（Jessica Rekos）6歳
  - アヴィエル・リッチマン（Avielle Richman）6歳
  - ベンジャミン・ウィーラー（Benjamin Wheeler）6歳
  - アディソン・ワイアット（Allison Wyatt）6歳
- 犯人
  - アダム・ランザ（Adam Lanza）20歳（自殺）

負傷者
- ナタリー・ハモンド（Natalie Hammond）40歳、主任教師
- デボラ・ピサニ[32]

### ナンシー・ランザの殺害
2012年12月14日金曜日の、現地時間午前9時30分の少し前に、ランザは母親のナンシー・ランザ（52歳）をニュータウンの自宅で射殺した。捜査官は後に、寝間着を着た彼女の遺体をベッドの中で発見し、頭部に四つの銃創を確認している。母親を殺害した後、ランザは母親の車でサンディフック小学校へ向かった。

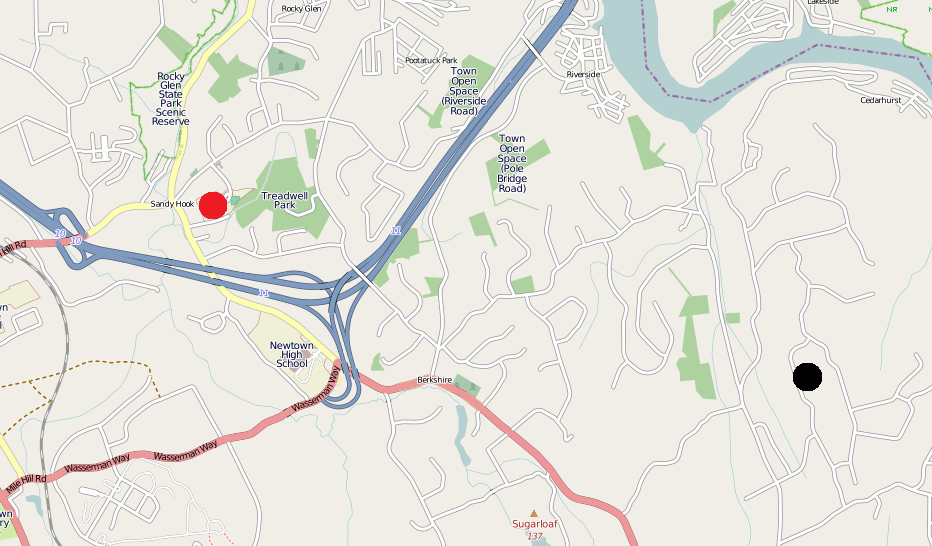
赤丸の地点がサンディフック小学校。
黒丸の地点がランザ家。

### 大量射撃の開始
午前9時35分直後、ランザは母親のブッシュマスター XM15小銃と、各30発の弾倉10個で武装し、学校の正面玄関の扉を施錠した。彼は黒い服、黄色い耳栓、サングラスと、収納部に小銃用弾倉を詰め込んだオリーブ・グリーンの多目的ベストを身に着けていた。防護服を着ていたという最初の報道は誤りである。居合わせていた者の中には、朝の告知に使用されていた学校の放送システムを通して、最初の銃声を聞いた者もいた。
校長のドーン・ホクスプルングと学校心理学者のメアリー・シェルラッハは、ほかの教員たちと会議を行っている最中に音を聞いたが、銃声であるとは認識しなかった。ホクスプルング、シェルラッハ、主任教師のナタリー・ハモンドは音の出所を特定し、ホールに足を踏み入れ、ランザと遭遇した。会議に参加していた教員は、3人の女性が「射手です！動かないで！」と同僚に警告を発したのを聞き、命を救われた。補佐官は銃声を聞いた。数学の研究室に隠れた教師は、学校の管理人であるリック・ソーン（Rick Thorne）が「銃を下に置いて！」と叫んでいるのを聞いた（ソーンは生き残っている）。ランザはホクスプルングとシェルラッハの両名を殺害した。ハモンドは最初に脚に銃撃を受け、更に別の銃創を負い、廊下に横たわっていたが、それ以上の音は聞えなかった。彼女は会議室に這い戻り、体をドアに押し付けて閉じたままにした。後にダンベリー病院で治療を受けた。
生存した9歳の少年は、射手が「手を上げろ！」と言い、ほかの誰かが「撃たないで！」と言ったのを聞いたと述べた。また、自身や彼の同級生、彼の教師が体育館の器具庫に避難している間、校内放送を通じて更に多くの人々の叫び声や銃声を聞いた。
ホクスプルングとの教員会議に参加していた、学校の療法士のダイアン・デイ（Diane Day）は、叫び声に続いて銃声を聞いた。代理の幼稚園教師であった二人目の教師は銃撃で負傷した。彼女が廊下の更に下のドアを閉めている間に、彼女は跳弾した弾丸で足を負傷した。ランザが彼女の教室に入ることはなかった。
ホクスプルングとシェルラッハを殺害した後、ランザはメインの事務室へ足を踏み入れたが、そこに隠れている人々を確認することはせず、廊下へ引き返した。学校看護師のサラ（サリー）コックス（Sarah (Sally) Cox、60歳）は、自身の机の下に隠れた。後に彼女は、扉が開くところと、自身の机から約20フィート（6.1メートル）のところに、ランザのブーツと脚を見たと説明した。ランザは数秒間立っていたが、振り向いて去っていった。コックスと学校書記のバーバラ・ハルステッド（Barbara Halstead）は911番に電話し、4時間もの間、応急手当用のクローゼットに隠れていた。リック・ソーンは廊下を走り、教室に警告を発した。

### 教室での銃乱射

サンディフック小学校の間取り図。教室の8 (ルソー / ダヴィーノ)、10 (ソト / マーフィー) 、12 (ロイグ) メインの事務室 (o) 、会議室9 (ホクスプルング / シェルラッハ / ハモンド)に印が付けられている。

ランザはその後、1年生の教室へ足を踏み入れた。そこでは、代替の教師であるローレン・ルソーが1年生の生徒を部屋の後ろへ連れて行き、バスルームに彼らを隠れさせようとしていた。ルソー、レイチェル・ダヴィーノ（特別支援学生と一緒に働くために学校で1週間雇用されていた行動療法士）、およびルソーの学級の15人の生徒がここで殺害された。子供たちの14人は現場で死亡が確認され、負傷した子供1人が治療のために病院に運ばれたが、後に死亡したと宣言された。ほとんどの教師と生徒はバスルームで死亡していた。唯一の生存者である6歳の少女は、事件後に教室で警察によって発見された。生き残ったこの少女は、銃撃中に教室のバスルームの片隅に隠されていた。彼女の家族の牧師は、彼女が動かずに死んだふりをしていたことによって大量射殺を生き延びたと語った。彼女は母親と連絡を取ったとき、「ママ、私は大丈夫、でも私の友達は全員死んだ」と言った。彼女は射手を「とても怒っている男」と説明した。2人の教師がいるバスルームに隠れていた彼女は、教室で少年が「助けて！僕はここにいたくない！」と叫んでいるのを聞いたと警察に語った。ランザは「まあ、君はここにいるよ」と答え、続いてより多くの銃声が聞えた。
ランザは次に、近くの1年生の教室へ向った。ここで、事件に関する矛盾した報道が存在する。一部の報道によると、担任教師であるヴィクトリア・リー・ソトは、クローゼットまたはバスルームに何人かの生徒を隠しており、ほかの生徒の何人かは机の下に隠れていた。ランザが教室に入ったとき、ソトは教室の扉のところへ戻って鍵を掛けていた。ランザは教室の後ろへ歩いていき、机の下にいる子供たちを見て、彼らを撃った。1年生のジェシー・ルイスは、同級生に安全のために走って逃げるように叫んだ。ルイスがランザを見たとき、ランザは彼を銃撃して致命傷を負わせた。しかし、生存した子供の父親からの別の説明によると、ソトは子供たちを教室の後ろに移動させており、ランザが入ってきたときには彼らは床に座っていたという。この説明によれば、ランザも教室にいた者たちも言葉を発さなかった。ランザは床に座っている人々を見つめ、座っている少年に銃を向けたが、最終的に生き残った少年には発砲しなかった。その少年は立ち上がって教室を飛び出し、生存者の一人となった。
「ハートフォード・クーラント」新聞の報道によると、ランザが武器を詰まらせたか、装填の方法を誤ったために一時発砲が中断され、その際に6人の子供が逃げ出したという。それ以前の報道によれば、ランザが教室に入ってきたとき、ソトは子供たちは講堂にいると彼に話した。何人かの子供たちが隠れ場所から出てきて逃げ出そうとし、ランザは彼らを撃って致命傷を負わせた。ソトは生徒と射手の間に割り込み、射殺された。ソトの教室で特別支援学生と一緒に働いていた特別教育教師のアン・マリー・マーフィーは、6歳のディラン・ホックレイを庇っており、彼女も亡くなった。ソトと4人の子供が教室で発見され、ソトは部屋の北側の壁の近くで、鍵束が近くにあった:14。1人の子供が病院に運ばれたが、死亡した:14。学級で生き残った6人の子供たちとスクールバスの運転手が近くの家に避難した。州の弁護士が発表した公式報告によると、9人の子供がソトの教室から逃げ出して生き残り、2人の子供が教室のバスルームに隠れているのを警察によって発見された:14。全部でソトの学生11人が生き残り、5人が殺害された。

### 生存者
1年生の教師であるカイトリン・ロイグ（Kaitlin Roig、29歳）は、14人の生徒をバスルームに隠し、扉をバリケードで封鎖して、完全に静かにして安全を保つように指示した。ランザは、教室の前を素通りしたと考えられている。この教室は廊下の左側にある最初の教室だったが、恐らく、数週間前の不審者侵入に備えた訓練の後、ロイグは教室の扉の小さな窓を覆っている黒い画用紙を取り除くことができなかった。扉が閉められ、窓が覆われていたため、ランザはロイグの教室は無人であると考えた可能性がある。
学校の図書館職員であったイボンヌ・チェフ（Yvonne Cech）とマリアン・ジェイコブ（Maryann Jacob）は最初に、学校が訓練の際、封鎖に使用した図書館の一角に18人の子供を隠れさせた。扉の一つが封鎖されていないことに気づき、彼らは子供たちを倉庫に腹這って行かせた。その上でチェフは、書類整理棚を使って扉を封鎖した。
音楽教師のメアリーローズ・クリストピク（Maryrose Kristopik、50歳）は、乱射が起きている最中に小学4年生を備蓄用小部屋に隠れさせ、封鎖した。すぐ後にランザが到着し、扉を叩いて「僕を入れて」と叫んだが、クリストピクの学級の生徒たちは静かに中に隠れていた。
教室の手伝いとして選ばれた3人の3年生は、乱射が始まったとき、廊下を歩いて事務室に行き、午前の出席シートを配っていた。教師のアビー・クレメンス（Abbey Clements）は両方の子供を教室に引き入れ、そこで隠れた。
学校の読書専門家であるローラ・ファインスタイン（Laura Feinstein）は、教室の外から2人の生徒を集め、銃声を聞いた後、机の下に隠れた。ファインスタインは学校の事務室に電話して911番に通報しようとしたが、携帯電話の電波が届かず、接続できなかった。彼女は約40分間子供たちと一緒に隠れており、銃撃が終わった後、法執行機関に連れ出された。

### 射手の自殺
警察は午前9時40分3秒に最後の銃声を聞いた。ランザは第10番教室で、グロック20SF拳銃により頭の後方下部を撃ち、自殺した。ランザの遺体は、黒のポロシャツ、黒のTシャツ、黒のスニーカー、黒の指なし手袋、黒の靴下、および黒の布ベルトの上に、薄緑色のポケットベストを着ていたことが判明した。遺体の近くではほかに、黒いブーニーハットと薄いフレームの眼鏡が見つかっている。拳銃はランザの近くで発見され、明らかに強く押し付けられており、ブッシュマスター XM15小銃は彼から数フィート離れた場所で発見された。ランザの身体からは、事件の際に使用されなかったSIG SAUER P226拳銃が発見された。

### 直後の余波
当局は、ランザが射撃中に頻繁に装填をし直しており、30発の弾倉から15発しか発射しないこともあったと判断した。彼は犠牲者のうち2人を除く全員を複数回撃っている。銃撃のほとんどは、学校の入口近くの2つの1年生の教室で行われた。犠牲者の中の生徒は合計で8人の男の子と12人の女の子で、全員が6歳または7歳だった。大人6名は全員、学校で働いていた女性だった。弾丸は学校の外に駐車された少なくとも3台の車にも見つかり、警察はランザが、窓の近くに立っていた教師に発砲したものと推測した。警察が生存者に事情聴取をした際、教師はランザの「僕を見ろ！」「こっちへ来い！」「それらを見ろ！」といった悪態を何度か聞いたことを思い出した。

## 警察の対応
| 初期対応の時系列 | 初期対応の時系列                                            |
| 時刻             | 出来事                                                      |
| ---------------- | ----------------------------------------------------------- |
| 午前9時35分      | ランザがこのときSHESへ侵入したと考えられている。            |
| 午前9時35分39秒  | ニュータウン警察が最初の911番の通報を受信する。             |
| 午前9時36分6秒   | 911番通信指令係がSHESで射撃事件の発生している旨を伝達する。 |
| 午前9時37分38秒  | コネチカット州警察がSHESに派遣される。                      |
| 午前9時39分0秒   | 最初のニュータウン警察がSHESの後ろに到着。                  |
| 午前9時39分13秒  | 更に2人のニュータウンの警察官がSHESに到着。                 |
| 午前9時40分3秒   | 最後の銃声が聞える。ランザの自殺であると考えられている。    |
| 午前9時42分39秒  | ニュータウン警察がランザの車のナンバープレートを報告。      |
| 午前9時44分47秒  | ニュータウンの警察官がSHESに入る。                          |
| 午前9時46分23秒  | コネチカット州警察がSHESに到着。                            |
| 午前9時46分48秒  | コネチカット州警察がSHESに入る。                            |

911番への最初の通報は、午前9時35分頃だった。ニュータウン911警察は、最初の電話を受けてから約30秒後の午前9時36分にサンディフック小学校（SHES）で発砲があったことを最初に伝達した。コネチカット州警察（CSP）が午前9時37分に派遣された。ニュータウン警察は午前9時39分、911番通報の約4分半後に学校の通りに到着した。コネチカット州警察は午前9時46分に学校の通りに到着した。ニュータウン警察が最初に学校へ入ったのは午前9時45分だった。最初の911番通報から約10分後、乱射開始後の約14分後、最後の銃声が聞えてから約5分後だった。警察による発砲は行われなかった。
ニュータウン警察とコネチカット州警察は、地元の警察犬と警察の戦術部隊（SWAT部隊）、爆発物処理班、および州警察のヘリコプターを動員した。警察は学校を封鎖し、生徒と大人たちを学校から遠ざけ、部屋ごとに生存者を避難させ始めた。
ダンベリー病院（Danbury Hospital）は午前10時頃、多数の犠牲者を治療する必要があることを予測して、追加の医療関係者を派遣した。3人の負傷した患者が病院に避難し、2人の子供が後に死亡したと宣言された。もう一人は正体不明の成人だった。
ニューヨーク市監察医務局は、当局を支援するために携帯用死体安置所を派遣した。犠牲者の遺体は学校から搬出され、事件の夜に正式に身元が特定された。各犠牲者の家族には、国家警備隊が割り当てられ、個人情報の保護と情報の提供が行われた。
2013年12月4日、事件に関連する七つの911通報の音声が公開された。

## 調査

### 現場で
捜査官は、遺書や襲撃計画について言及している文書を発見しなかった。ニュータウンの学校管理局長であるジャネット・ロビンソン（Janet Robinson）は、ランザの母親がそこで働いていたとする最初のメディアの報道とは対照的に、ランザの母親と学校との間には何の関係も発見しなかったと述べた。また、警察はランザが事件前日にサンディフック小学校の職員4人と口論になっていた人物かどうかを調査した。口論に関与した4人の職員のうち2人（校長と心理学者）を殺害し、3人目（主任教師）を負傷させたと推定された。4人目の職員はその日学校にいなかった。州警察は、学校での口論についての報告は関知していなかったと述べた。
警察の情報筋は当初、ランザの兄であるライアン・ランザ（Ryan Lanza）を犯人として報告した。弟の身分証明書を携帯していたためだと、ライアンは「ジャージー・ジャーナル」新聞に述べている。ニュージャージー州ホーボーケンに在住し、乱射事件の際にはニューヨーク市で仕事をしていたライアンは、ニュージャージー州警察、コネチカット州警察、および連邦捜査局から自発的に尋問を受けた。警察は彼を容疑者とは見做しておらず、拘留していないと述べた。ライアンによると、2010年以来、弟は自分と連絡をとっていなかったという。コネチカット州警察は、ソーシャルメディアサイトに誤った情報が投稿されていることへの懸念を表明し、そのような活動に関与した人物を起訴すると警告した。
ランザの遺体から発見された3丁の半自動小火器（223口径のブッシュマスター XM15-E2S小銃、グロック20SF拳銃、SIG SAUER P226拳銃）とともに、大量の未使用の弾薬が学校内で回収された。学校外では、ランザが運転していた車の中にイズマッシュ・サイガ12散弾銃が発見された。
2013年3月28日、裁判所の調査報告書は、学校での発砲が156発で、5分未満の間に行われたことを示した。これは、小銃からの154発とグロック拳銃からの2発で構成されていた。ランザは廊下でグロック拳銃から1発を頭めがけて発砲し、自殺した。

### 現場外で
発砲直後に、警察はランザが小銃を使用して学校で殺人を行ったことを発表した。12月15日の記者会見で、コネチカット州の主治医であるH・ウェイン・カーヴァー2世博士（Dr. H. Wayne Carver II）は犠牲者の傷について尋ねられ、「この時点で私が知っているものは全て、長い武器（long weapon）によって引き起されたものです」と答えた。死ぬ前に子供たちが苦しんでいたかどうかを尋ねられた際には、カーヴァーは「そうであれば、それほど長くはない」と答えた。カーヴァーの事務所では犠牲者の検死を行い、カーヴァーは個人的に7人を検視したが、遺体の損傷は「壊滅的」な状態であり、両親は写真から子供を特定したと述べた。子供の犠牲者は全員が1年生であり、ブッシュマスター XM15小銃で殺害されていた。カーヴァーは、使用された弾丸は「エネルギーが組織に蓄積されて弾丸が留まるような方法で設計された」と語った。
捜査官はランザの遺体を調べ、毒性試験を通じて薬物や薬物療法が行われた痕跡を探した 。この種の調査には概ね、ランザのDNA検査が利用された。毒物試験の結果は2013年10月に発表され、アルコールや薬物はランザの身体の器官からは発見されなかったとされた。また、検死でも、脳に腫瘍や肉眼的奇形は認められなかった。
ランザは犯行前に自身のコンピューターからハードドライブを取り外し、損傷させていたため、捜査員がデータを復元することは困難だった。最終報告書の発行時点では、そこからデータを回復させることはできていなかった。警察は、ランザが2011年のノルウェー連続テロ事件や、2006年にペンシルベニア州のニッケル鉱山のワンルームスクールで発生した西ニッケル鉱山学校銃乱射事件(英語版)など、過去に発生した大量射撃事件を広範囲に調査したと考えていた。後に警察は、ランザが1999年のコロンバイン高校銃乱射事件やその他の銃乱射事件に関連する映像と、銃による自殺に関する2本の映像をダウンロードしていたことを発見した。
捜査の詳細は、2013年3月11日の週に開催された国際警察長官協会と大佐の会議で警察当局から報告された。2013年3月17日に「ニューヨーク・デイリー・ニュース」に掲載された記事には、会議に出席した匿名の法執行ベテランによるこの報告書の詳細が報じられた。情報筋によれば、調査により、ランザが約500人の殺人犯と彼らが使用した武器を一覧にした、7 x 4フィートの大きさのスプレッドシート「スコアシート」を作成していたことが判明したという。2013年3月18日、コネチカット州警察のポールヴァンス警部補は、この会議からの情報は「法執行機関の機密情報」であり、リリースは漏洩であると見做したと回答した。
3月28日の文書には、3本のサムライ・ソード、北イリノイ大学銃乱射事件に関する新聞記事、全米ライフル協会（NRA）の証明書など、ランザの家で見つかった品物の詳細も記載されていた。NRAはアダム・ランザまたはナンシー・ランザが会員であることを否定し、記者はNRAのサイトが、NRA認定インストラクターが提供するコースのトレーニング証明書の修了テンプレートを提供していることを指摘した。寝室では銃保管庫が見つかり、捜査官は弾薬やその他の銃器を1,400発以上発見した。家では、ランザはさらに3つの銃器（45口径ヘンリー銃、30口径エンフィールド小銃、22口径マーリン銃(英語版)）にアクセスできた。これらは、銃愛好家として説明されたランザの母親によって合法的に所有されていた。「タイム」によると、当局は彼の死後、ランザが自宅で自身の頭に銃を向けている写真も発見した。
「ニューヨーク・タイムズ」紙によれば、法執行当局はランザが彼の地下室で孤独な活動をするのにほとんどの時間を使っただろうとコメントした。同じ当局者によれば、ランザは「地下室で標的を定めた練習をしたかもしれない」とも思われるという。

### 最終報告書

#### 州弁護士の報告
事件の捜査結果を要約した州弁護士の最終報告書が、2013年11月25日に発表された。アダム・ランザは単独で行動し、事件を完了させた。報告書は「ランザは銃器や弾薬に精通しており、大量殺人への執着、特にコロラド州のコロンバイン高校での1999年4月の銃撃事件に執着していた」と述べた。また、報告書は、発砲の具体的な動機を特定せず、「証拠は射手が自分の命を奪うことを含めて彼の行動を計画したことを明確に示しているが、なぜ彼がそうしたのか、なぜ彼がサンディフックを標的としたのかについては明確に明らかになっていない」とした。
ランザの心の状態の問題について、報告書は、「彼が通常の生活を送ったり、他の人と交流したりする能力に影響を与えた重大な精神保健の問題、彼の近くにいるはずだった人でさえ……これが銃乱射に与えた影響があったとしても、彼を見ていた精神保健の専門家は、彼の将来の行動を予測するであろうものを何も見ていなかったため、不明である。」その報告は、ランザが彼の行動に影響を与えるであろう薬物または薬物を服用したという証拠を発見せず、「なぜ射手は20人の子供を含む27人を殺したのか？残念ながら、多数のインタビューやその他の情報源を通じて、射手に関する豊富な背景情報を収集しているにもかかわらず、その質問に決定的に答えることはできない」とした。
2013年12月27日、警察は調査に関連する数千ページにおよぶ文書を公開した。法律に従い、犠牲者と目撃者の名前は編集または保留という形で伏せられた。概要報告には、以前の大量射撃に関する文書や資料など、ランザのコンピューター機器から見つかったものに関する情報が含まれていた。ランザの元教師は、彼は反社会的行動を示し、ほかの生徒とほとんど交流せず、「戦闘、破壊、戦争について」執筆することに夢中になっていたと指摘している。

#### 児童擁護局の報告書
児童擁護局の報告書は、次のように結論付けている。「ランザがサンディフックでの銃乱射を行う動機となった転換点は、必ずしも一つではなかった。寧ろ、次のような一連の出来事があった。学校・仕事の欠如、一人の友人との関係の崩壊、家族との個人的な接触が事実上なかったこと、事実上完全に、そして増加した孤立、自身の家を失うことに対する恐れと、彼の唯一の世話人であり繋がりであるランザ夫人との関係の変化に対する恐れ、OCDの悪化、うつ病と不安症、深刻で恐らく悪化していた拒食症、そして外界との関わりが全くない状態で大量殺人への執着が高まっていたこと。アダムは、大量射撃に関する思考の反芻が中心的な関心事であった、別の彼の世界へとますます没入していった」。
執筆者らはまた、複数の発達的および精神的健康問題にもかかわらず、ランザは十分な精神的健康治療を受けていなかったと述べた。彼らは、「ランザの精神病が彼の人生の最後の数年間で適切に治療されていれば、サンディフックの悲劇の素因が緩和されたかもしれないと推測するのは公正だ」と記している。
報告書はまた、ランザがサンディフックを標的とした理由についての、州弁護士の結論に暫定的に反対の立場をとった。彼らによれば、「FBIによると、射手は彼らに親しみのある場所または人々を標的とする可能性が高い……彼は妨害されたくなく、その点で小学校は人々を圧倒できる可能性があるため、標的にされた可能性がある」

## 犯人
アダム・ピーター・ランザ（1992年4月22日 - 2012年12月14日）は、母親のナンシー・ランザとともにサンディフックの、小学校から5マイル（8キロ）の距離の場所に住んでいた。彼には犯罪歴はなかった。彼は母親から銃を手に入れたが、この母親は「少なくとも1ダースの銃器を所有していた銃愛好家」とされている。彼女はしばしば2人の息子を地元の射撃場に連れて行き、息子たちはそこで射撃を学んだ。ランザの父親は、ナンシーがアダムを恐れたとは信じていないと語った。彼女はアダムへの恐れを姉や親友に打ち明けず、寝室のドアを解錠して眠り、家に銃を置いていた。

### 教育
ランザは4年半、サンディフック小学校に通っていた。彼は2004年からニュータウン中学校で学んだが、母親によれば「不安に悩まされた」という。彼女は友人に、息子は日中の頻繁な教室の変化のために中学校で動揺し始めたと言っている。動きと騒音はランザには刺激が強すぎ、不安を引き起していた。ある時点で彼の不安は非常に強く、母親は彼をダンベリー病院の緊急治療室に連れて行った。2005年4月には、彼女は彼をリマのセントローズの新しい学校に移したが、ここでも8週間しか続かなかった。
14歳から、ランザはニュータウン高校(英語版)に通い、2007年には名誉生徒として選ばれた。高校で彼を知っていた生徒と教師は、ランザを「知的だが神経質で落ち着かない」と表現した。注目を集めることを避けるランザにとって、高校は不快な社交の場だった。学校に彼の親しい友人がいたことは確認されていない。学業はしばしば彼の根底にある絶望感を引き起し、彼が16歳になった2008年頃には、彼はたまにしか学校に通っていなかった。ランザがその時に経験した激しい不安は、彼の自閉症が思春期のホルモンの変化によって悪化したことを示唆している。彼は高校を卒業し、母親と父親に家庭教育を受けた。彼はGEDを取得した。2008年と2009年には、ウエスタン・コネチカット州立大学(英語版)の幾つかのクラスにも参加した。

### 発達と精神健康の問題
ランザには、3歳以前から発達上の課題があった。これらには、コミュニケーションと感覚上の困難、社会化の遅れ、反復的な行動が含まれる。彼はニューハンプシャー州での出生から三つの早期介入プログラムで見られ、特別教育の就学前サービスに言及した。小学校に入ると、彼は感覚統合障碍と診断された。感覚統合障碍は、正式な診断として医学界による公式の地位はないが、自閉症の一般的な特徴とされる。ランザの不安は彼の学校への通学に影響を与え、8年生では彼は「在宅」事態に置かれた。これは、障碍のある子供たちが宿泊施設や補助の助けを借りて学校に通うために置かれている制度である。
13歳のときにランザは、精神科医のポール・フォックスによってアスペルガー症候群と診断された。14歳のときには、両親は彼をイェール大学の児童研究センターに連れて行き、そこで今度は強迫性障碍（OCD）と診断されている。ランザは頻繁に手を洗い、靴下を1日に20回交換し、母親は1日に3回洗濯をするようになった。また、素手でドアノブに触れることができなかったため、1日で箱入りのティッシュを使い切ることもあった。
ランザは、ロバート・キングによる治療を受けた。ロバート・キングは、広範なサポートを導入することを推奨し、抗鬱薬のセレクサを処方した。ランザは薬を3日間服用した。このときの出来事について、母親のナンシーは次のように述べていた。「3日目の朝、めまいを訴えました。その日の午後、彼は混乱し、彼の言葉はばらばらになり、シリアルの箱を開ける方法すら理解できませんでした。彼はひどく汗をかき……それは実際に彼の手から滴り落ちていました。彼は考えることができないと言いました……彼は実質的に植物状態でした」ランザは以後、二度と薬を服用しなかった。児童擁護局の報告によると、
（ランザの）日常生活に組み込まれた広範な特別教育支援、継続的な専門家による相談、及び厳格な治療支援に対するイェール大学の勧告は、大部分が気に留められていませんでした。
2013年のインタビューで、ピーター・ランザは息子が他の状態に加えて診断されていない統合失調症に苦しんでいるのではないかと疑っていたと述べた。またランザ氏は、家族が息子の思春期の間に統合失調症と精神病的行動の兆候を見逃したのは、奇妙な行動とアスペルガー症候群による孤独感を見誤ったためだと述べた。ランザの自閉症に関する公表された報告が、他の病人に対する反発につながる可能性があることを懸念し、自閉症擁護者は自閉症が精神疾患ではなく脳関連の発達障碍であることを明らかにするようにキャンペーンを行った。銃乱射事件で明らかにされたランザの暴力性は、一般に自閉症の人々には見られず、彼を診た精神科医はいずれも彼の性格に暴力の厄介な兆候を検出しなかった。一方で両親は、息子が幼い頃から次第に「殺人」に興味を持ち始めていたことにも気付いていたという。
ランザは2006年以降、メンタルヘルス提供者と連絡を取っていなかったとみられる。児童擁護局の報告書は、次のように述べている。「ランザの生涯を通して、最小限のメンタルヘルス評価と治療（彼の明らかな必要性に関して）が得られました。彼を診た数組の医療提供者のうち、1名のみ（イェール児童研究センター）は（彼の）プレゼンテーションの重要性、広範な精神的健康と特殊教育のサポートの必要性、及び強迫観念を緩和する薬物療法の重要な必要性を高く評価していたようです。」
捜査官たちは、ランザがコロンバイン高校銃乱射事件、バージニア工科大学銃乱射事件、北イリノイ大学銃乱射事件などの大量射撃に魅了されていることを発見した。彼の部屋で発見された切抜きの中に、1891年に小学生を射殺した男に関するニューヨークタイムズの記事があった。また、彼のコンピューターには、銃による自殺の二つの映像、学校での発砲を示す映画、ランザが自らの頭に銃を向けている2枚の写真が含まれていた。彼は大量殺人者に関するウィキペディアの記事を編集したとも主張された。
これらの事柄は、ランザが死亡してのち初めて明らかになった。彼は母親を含め、他の人が自分の寝室に足を踏み入れることを決して許可しなかったためである。ランザはまた、日光を遮るために黒いプラスチックのゴミ袋で窓を覆っていた。誕生日やクリスマスなどを毛嫌いしており、クリスマスツリーを飾ることも許さなかった。母親は「息子には感情がない」と話していたという。
また、事件以前の2年間、父親と兄弟の両方との連絡を遮断し、ある時点からは同じ家に住んでいた母親ともメールでのみ連絡を取るようになっていた。ランザの死後、女性固有の利己主義について書かれた「利己的（Selfish）」という題名の文書が彼のコンピュータで見つかった。

### 最後の月
コネチカット州児童擁護局による2014年11月のレポートによると、ランザはティーンエイジャーとして拒食症に苦しんでいた可能性がある。著者らは、「拒食症は認知機能障碍を引き起こす可能性があり、食欲不振と自閉症スペクトラム障碍及びOCDがランザの自殺のリスクを悪化させた可能性が高い」としている。また、ランザが死の時点で「食欲不振（身長6フィート[180センチ]、体重112ポンド[51キロ]）で栄養失調とその結果としての脳の損傷に至っていた」と述べた。
彼はまた、自分の部屋に殆ど完全に孤立して住んでおり、インターネットの殆どの時間を「World of Warcraft」や他のビデオゲームに費やしていた。報告書は、彼が外界との唯一のコミュニケーションがサイバーコミュニティのメンバーであり、「大量殺人への彼の暗くて強迫的な関心を共有した個人の小さなコミュニティ」であった世界に「下降」したと述べた。
殺害の数週間前に、ランザの母親は彼を別の町に移すことを考えていた。彼女はランザが滞在するレクリエーショナル・ビークル（キャンピングカー）を購入して、家の購入を検討する者が彼の邪魔をせずに家を見ることができるように計画した。児童擁護局の報告書によると、
ランザ夫人が2012年にサンディフックから退去する計画を表明した後、恐らく彼の家の「安楽の区域（comfort zone）」を離れることへの恐れに刺激を受けて、アダムは2012年12月14日にサンディフック小学校での虐殺を計画し、実行しました。彼の深刻で悪化した内在化した精神健康の問題は、暴力を伴う非定型の先入観と組み合されました。致命的な武器へのアクセスと合せて、これは大量殺人の製法を証明しました。
サニー・アップステート医療大学の法医学精神科医であるジェームス・ノールは、ランザが事件を起した動機について相談を受けた。ノールは、ランザの最後の行動が明確なメッセージを伝えており、それは「僕は深い傷を負っている――僕は激怒した、そしてあなたにそれを移す」というものだと述べた。

## 反応
バラク・オバマ大統領は、事件当日にテレビでの演説で次のように述べた。「政治に関係なく、このような悲劇を防ぐには、集まって有意義な行動を取る必要がある」オバマは、「影響を受ける家族への多大なる同情」を表明し、ホワイトハウス及び世界中の他の米国連邦政府施設で国旗を半旗にするよう命じた。12月16日にはニュータウンへ赴き、被害者の家族と面会し、異教徒間の集会で話した。
コネチカット州知事のダネル・マロイ(英語版)は事件の夜、犠牲者のために徹夜をしている地元の教会の近くで、メディアに向けて話し、コネチカットの人々に集まり、助け合うよう呼び掛けた。マロイは、「悪が今日このコミュニティを訪れたので、回復について話すのは時期尚早だが、各親、兄弟、家族の各メンバーは、コネチカット州、私たち全員が一緒にいることを理解する必要がある」と語った 。マロイを含む数百人の会葬者は、ニュータウンの様々な教会の集会に出席した。12月17日、マロイは州全体での黙祷と、教会の鐘が学校の射撃の丁度1週間後の、12月21日午前9時30分に26回鳴らされるように求めた。

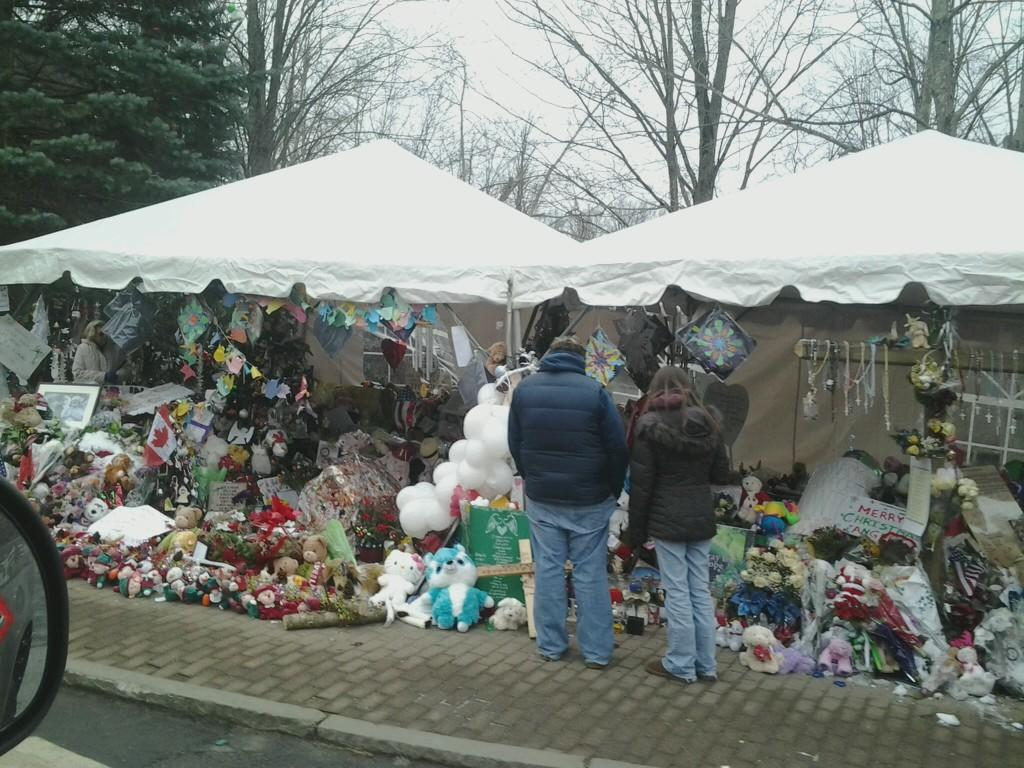
サンディフックのバークシャー通りの仮設献花場

アメリカ合衆国教育長官のアーン・ダンカンは、次のように述べた。「子供たちの世話をし、慰め、危害から保護し、多くの場合自分自身に危険を及ぼす可能性のある全ての教師、スタッフ、及び最初の対応者に感謝します。ニュータウンの癒しと回復を支援します。」
また、銃撃の翌日にランザの父親は声明を発表した。
私たちの心は、愛する人を亡くした家族や友人、そして負傷した全ての人に向けられています。 私たちの家族は、この巨大な悲劇の影響を受けた全ての人々と一緒に悲しんでいます。 私たちがどれほど悲しんでいるのかを真に表現できる言葉はありません。私たちは不信の状態にあり、私たちができるあらゆる答えを見つけようとしています。 私たちもその理由を問うています。私たちは法執行機関に全面的に協力しており、今後も協力していきます。多くの皆さんと同じように、私たちは悲しんでいますが、何が起ったのかを理解するのに苦労しています。
世界中の他の国や組織の指導者たちも、銃撃後の週末を通して哀悼の意を表した。日本の野田佳彦首相は、バラク・オバマ大統領へ哀悼のメッセージを送った。ロシアのウラジーミル・プーチン大統領も哀悼の意を表した。
オバマ大統領は、2013年2月15日に2012年大統領市民メダル(英語版)を6人の殺害された成人に授与し、顕彰した。オバマは、「ドーン・ホクスプルング、メアリー・シェルラッハ、ヴィッキー・ソト、ローレン・ルソー、レイチェル・ダヴィーノ、アン・マリー・マーフィー。昨年12月14日にサンディフック小学校に出勤したとき、彼らは他の日と同じような一日を期待していた。肌寒い朝、教室の準備をし、若い学生を迎えた。彼らは悪が襲い掛かろうとしていることを知らなかった。事件が起ったとき、彼らは自分たちで避難することができただろう。彼らは自分たちの安全と自分たちの幸福に焦点を当てることができたかもしれないが、そうはしなかった。彼らは自分たちの世話をしている大切な子供たちを守るために命を捧げた。私たちは今日、勇気ある心、無私の精神、並外れたアメリカ人、並外れた市民の感動的な行動に敬意を表する。」
ナショナル・フットボール・リーグ（NFL）は12月14日、第14週の試合で試合開始前の国歌斉唱の前に黙祷を捧げるよう各チームに要請した。またニューヨーク・ジャイアンツ、ニューヨーク・ジェッツは、サンディフック小学校のイニシャル「S.H.E.S.」と書かれたステッカーを貼って試合に臨んだ。またニューイングランド・ペイトリオッツもニュータウンのエンブレムと黒のリボンでデザインされたステッカーを着けて試合に臨んだ。またNBAでも各アリーナで試合前に黙祷が捧げられた。
また、事件の全てがでっちあげであるという「サンディフック陰謀論」は、事件の圧倒的な現代報道にもかかわらず、社会現象となった。

### 銃規制
サンディフック小学校の銃乱射事件は、身元調査システムを普遍的にするための提案や、10発以上の弾薬を備えた特定の種類の半自動小火器や弾倉の販売と製造を禁止する新しい連邦及び州の法律の提案を含む、米国における銃規制についての新たな議論を促した。
事件から数時間以内に、ホワイトハウスにて「議会での法律の導入を通じて銃規制の問題に直ちに対処する」よう求める「WethePeople」請願が開始された。銃規制擁護団体「銃暴力を防止するためのブレイディキャンペーン」(英語版)は、銃撃後数時間の寄付の雪崩がウェブサイトをクラッシュさせたと報告した。
5日後、オバマ大統領は銃規制を第2期の「中心的な問題」にすることを発表し、ジョー・バイデン副大統領が率いる銃暴力対策本部を創設した 。2013年1月16日、オバマは23の大統領命令に署名し、銃規制に関する12の議会行動を提案した。彼の提案には、銃の購入に関する身元確認、攻撃用武器の禁止、および容量を10カートリッジに制限する大容量の弾倉禁止が含まれていた。
2012年12月21日、全米ライフル協会（NRA）のウェイン・ラピエール(英語版)は、銃のない学校地帯は殺人者を引き付け、銃の禁止はアメリカ人を保護しないだろうと述べた。ラピエールは議会に、全てのアメリカの学校に武装警官を雇うための適切な資金を要求し、NRAが支援するために全米学校防禦緊急対応プログラムを作成すると発表した。ラピエールの記者会見の後、「ブレイディキャンペーン」は銃規制の擁護を支援するための寄付を求め、「私たちのように、このキャンペーンに参加することのほうが優れていると信じる」NRA会員に、キャンペーンに参加するよう求めた。2013年1月8日、2011年ツーソン銃撃事件で銃撃され負傷した元下院議員のガブリエル・ギフォーズは、NRAや同様の団体の資金調達能力に匹敵する、またはそれを超えることを特に目的として、銃規制団体「責任ある対策を推進するアメリカ人」(英語版)を立ち上げた。
2013年1月16日、ニューヨーク州は「安全な弾薬および銃器施行（SAFE）法」を制定し、銃撃後に行動した最初の米国の州となった。2013年4月3日、コネチカット州議会は、広範な超党派の支持を得て、139ページの主要な銃規制法案を可決した。ダネル・P・マロイ知事は同日に法案に署名した。この法案は、普遍的なバックグラウンドチェック（全ての銃の購入に対するバックグラウンドチェック）を要求し、サンディフックでの銃乱射で使用されたような10発以上の弾薬を保持できる弾倉の販売または購入を禁止する大容量の弾倉禁止を含み、危険な武器の犯罪者のために米国で最初の登録簿を作成し、州の攻撃兵器禁止に100種類以上の銃を追加した。プロガングループは、署名を集め抗議するために国会議事堂の外に集結し、法廷で異議を唱えた。連邦判事アルフレッドコヴェッロは、2014年1月、法律を支持する判決を下した。
2013年4月4日、メリーランド州は既存の銃法に新しい制限を制定した。他の10州は、銃の制限を緩和する法律を可決した。
第113回アメリカ合衆国議会の最初の会期で提案された法律には、攻撃用武器禁止法案(英語版)と、銃購入の身元調査を拡大するためのマンチン・トゥーミー改正が含まれていた。両方とも2013年4月17日に上院で否決された。
事件後も銃を校内で使用する事件は止むことは無く、1年後の2013年12月13日に発生したアラパホー高校銃乱射事件まで、学校内における銃乱射事件だけでも25件を数えた。

### ビデオゲーム
ランザが頻繁に暴力的なビデオゲームをプレイしていたことを示唆するニュース報道により、銃撃直後に暴力的なビデオゲームが若者に与える影響についての新たな議論が始まった。全米ライフル協会のCEO兼副会長であるウェイン・ラピエールは、『アメリカン・サイコ』、『ナチュラル・ボーン・キラーズ』などの血生臭い映画や、銃撃を扱ったビデオゲーム、特にゲイリー・ショートによって作成された無料のオンラインゲーム「キンダーガーテン・キラーズ（Kindergarten Killers）」を公に非難した。
警察は、ゲーム室として使用されていたランザの家の地下室で、多数のビデオゲームを発見した。 2013年11月に発行された州検事による銃撃に関する最終報告書によれば、「ランザは自宅とオンラインの両方で、ソロ（一人）でビデオゲームを頻繁にプレイした。これには暴力的なものと非暴力的なものの両方が含まれていた。ある人によれば、射手は彼の時間の大部分を非暴力のビデオゲームで一日中遊んでおり、ある時点で彼のお気に入りはスーパーマリオブラザーズだった。」
報告書は、彼がダンベリーの映画館で知人と何時間も頻繁にプレイし、ゲームの商用バージョンを持っていて、自宅でもゲームをプレイした「Dance Dance Revolution」への彼の傾倒を説明した。「Dance Dance Revolution」は、「ユーザーがビデオの合図に応じてリズミカルに足を動かす必要がある」非暴力の運動ゲームである。児童擁護局の報告書によると、ランザは彼の内なる混乱からの気晴らしとして、それを使用して何時間もゲームを続けていた。 報告書は「彼は恐らく、不安を生み出す衝動と思考を封じ込める必要があるために、一貫した熱狂的な行動に身を投じていたとみられる。彼は「Dance Dance Revolution」以外には何もしない日があった」としている。
地方検事による最終報告書は、ビデオゲームと銃撃の動機との間に関連性を示さなかった。但し、児童擁護局の報告書は、「ビデオゲームとインターネット中毒は、不安、鬱病、強迫性障碍など、「他の幾つかの精神障碍と非常に併存しているようだ」としている。

### コミュニティへの影響

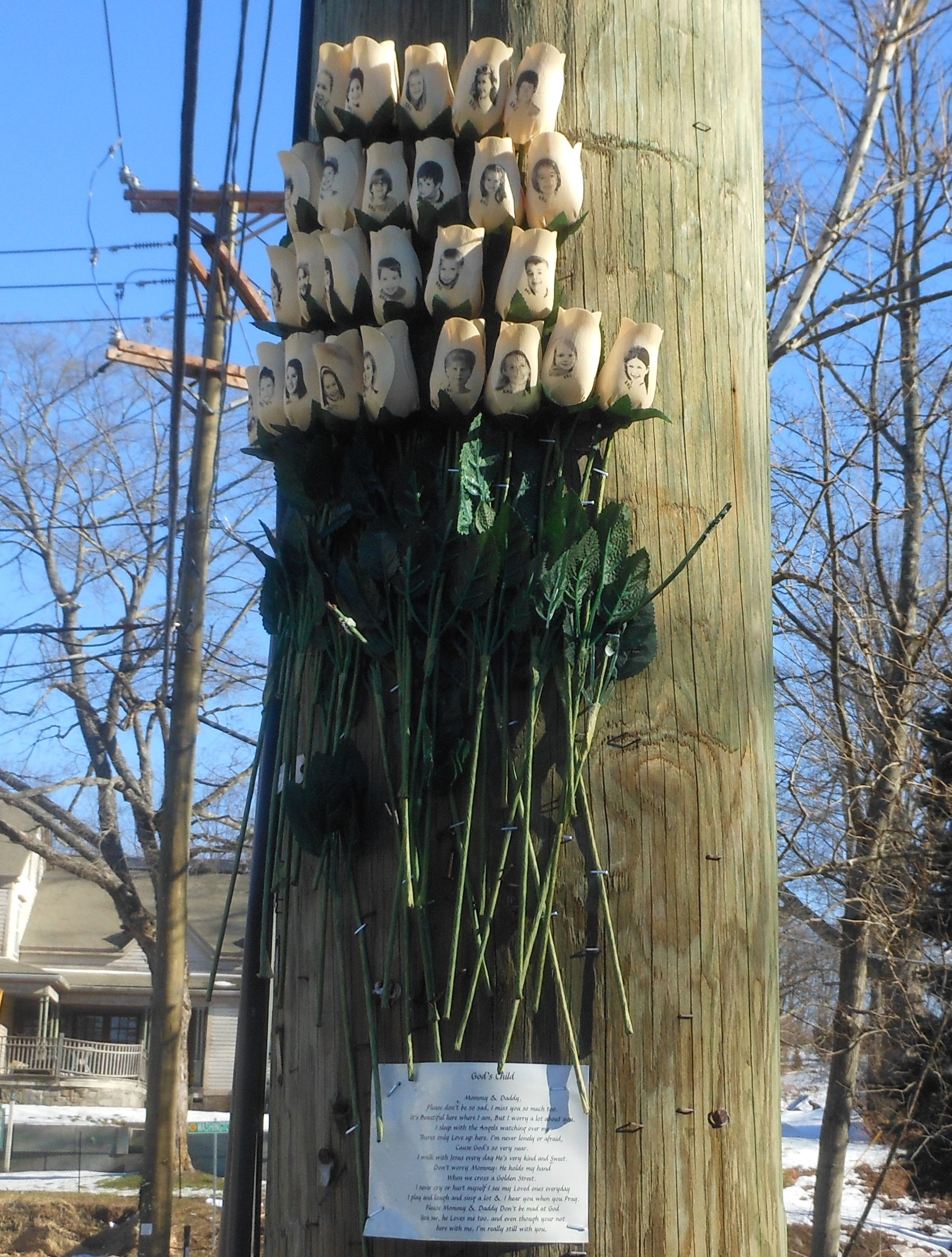
事件の犠牲者をイメージしたバラ

#### 2013年
学校は、犯罪現場のままだったという理由もあり、銃撃後無期限に閉鎖された。サンディフックの生徒たちは、2013年1月3日、町の招待を受けて近くのモンローにあるチョークヒル中学校のクラスに戻った。当時のチョークヒル中学校は未使用の施設で、事件後に改装され、サンディフック小学校から机や備品が持ち込まれた。チョークヒル中学校は一時的に「サンディフック」に改名された。また、コネチカット大学は、銃撃の生き残った子供たちのための奨学金を設置した。
1月31日、ニュータウンの教育委員会は全会一致で、全ての小学校に警察官の立ち会いを求めることを決議した。以前から地区内にそのような保護を受けている学校はあったが、サンディフック小学校はそのような保護を受けていなかった。
5月10日、任命された28人の会員から成る特別委員会が、既存のサンディフック小学校を取り壊し、跡地に新しい学校を建設することを決議した。 5,700万ドルの提案された計画は、承認のためにニュータウン教育委員会に送られ、その後、公の投票が行われた。2013年10月、ニュータウンの住民は、提案された解体と再建に賛成して4,504〜558票を投じ、5000万ドルの州の資金で賄われることとなった。解体は10月25日に始まり、2013年12月に約140万米ドルの費用で完了した。
町の書記官の事務所にメディアからの要求が殺到した後、コネチカット州下院共和党のダン・カーターは、情報公開法の下で利用可能な公開情報へのアクセスを制限する法律を導入した。6月5日、コネチカット州議会の両院（上院と下院）は、「サンディフック小学校虐殺の犯罪現場の写真と映像証拠の公開を防ぐために、州の情報自由法を修正する法案を可決した。コネチカット州の他の殺人事件では、そのような記録がインターネット上に広まるのではないかと懸念している」と語った。その後、法案は署名のためにダネル・P・マロイ知事へと渡された。この法案は、州の情報公開法に対する新たな免除を作成します。殺人の犠牲者を描いた写真、フィルム、ビデオ、デジタル、またはその他の視覚的画像の公開は、そのような記録が『犠牲者または犠牲者の生き残った家族の個人のプライバシーの不当な侵入を構成すると合理的に予想される』場合に防止される。

#### 2014年
2014年3月、ニュータウン市当局は新しいサンディフック小学校校舎の設計を発表した。元の学校の痕跡は唯一、旗竿のみが残される。
数日後、「ニュータウン・サンディフック・コミュニティ基金」(英語版)は、1,600人を超える回答者を対象とした調査結果を発表した。他の問合せの中で、調査は住民に2012年の事件以来受け取った1100万米ドルの寄付の残高で何をすべきかを尋ねた。回答の大多数は、メンタルヘルスカウンセリングやその他の家族の費用のためのお金が最優先事項であるべきだと述べた。幾つかの回答は、公園や野生生物保護区に置き換えるために、犯人の家族の家を購入して解体するために残高の一部を使用する必要があることを示唆した。財団の事務局長であるジェニファー・バラホナ氏は、「それは現時点で検討していることではない。本当に私たちの範囲外だ」と述べたと伝えられた。
10月21日、新しいサンディフック小学校で建築現場の準備作業が開始された。プロジェクトの最新情報と進捗状況は専用のウェブサイトに掲載された。セキュリティと個人情報の理由や、犠牲者の家族を尊重するため、起工式は行われなかった。建設は2015年3月に開始される予定で、学校は2016年12月までに開校する予定とされた。
12月に、ニュータウンがナンシー・ランザの財産と家を無料で取得することが発表された。ヨガナンダ通り36番地の物件は、生き残った息子のライアン・ランザが唯一の相続人であるランザ家の財産の一部だった。ランザの弁護士、ケネス・グルーダーは、検認記録がランザ家から財産を取得している市を示さないように、一連の取引を通じて譲渡を手配しました。グルーダーは、家の悪名がそれを本質的に売れないようにしたと述べた。家は2015年3月に取り壊された。

#### 2015年
2015年1月21日、ニュータウン立法評議会は、ナンシーとアダム・ランザが住んでいた家を取り壊し、土地を公共空間とすることを全会一致で可決した。家屋の解体は2015年3月24日に完了した。また1月、銃撃で死亡した1年生の2人の家族が、学校の安全が不十分であったとして、ニュータウン市とニュータウン教育委員会に対して訴訟を起した。
2015年2月、被害者の一人であるヴィクトリア・ソトの家族が彼女の名前の商標保護を申請した。この理由は、他の人がソーシャルメディアでソトの名前を悪用するのを防ぐことと、彼女の名前で設立された記念基金の利益のためであった。 被害者の妹であるジリアンは、銃撃に関する陰謀説を宣伝するために彼女の妹の名前を使用する偽のソーシャルメディアアカウントが存在したと述べた。
3月、銃撃で殺害された子供と教師の両親が、ナンシー・ランザの財産に関して訴訟を起こしたことが発表された。訴訟は、彼女が銃を適切に固定せず、精神障碍のある息子が銃を手に入れることができたという主張に基づいている。家族を代表する弁護士は、ランザは彼女の家に100万ドル以上の住宅所有者保険を掛けていたとみられ、それに基づいて補償を求めていると述べた。

#### 2016年から現在
2016年7月、新しいサンディフック小学校の校舎が公開され、建物の周りに保護者が案内された。新しい学校は、銃撃が行われた建物の敷地内にあり、約5,000万ドルの州補助金で旧校舎が取り壊され、再建された。
2018年4月17日、ラジオのホストで陰謀論者のアレックス・ジョーンズは、事件で子供を殺された3人の親から名誉毀損で訴えられた。これに先立ち、ジョーンズは、サンディフックの銃撃事件は「完全に偽物」であり、憲法修正第2条の反対者によって行われた「巨大なデマ」であると述べた。ジョーンズは後に、事件は本物だと信じていたと主張している。2018年5月23日、さらに6家族がジョーンズの主張により彼を訴えた。ジョーンズは、裁判が始まる前の時点で、テキサス州の裁判官によって法廷侮辱罪に問われていることが判明し、手続きに関連する証人や資料を作成できなかった。その結果、ジョーンズとインフォウォーズは2019年10月と12月に合計126,000ドルの罰金を科された。
2019年10月16日、陪審員は、「サンディフックで誰も死ななかった」という本を共同執筆したジェームズ・フェッツァー(英語版)による名誉毀損で、フェッツアーに対して原告のレオナルド・ポズナーへ45万ドルを支払うよう命令を下した。この本では、ポズナーが犠牲者である6歳の息子、ノアの死亡診断書を作成したと主張されていた。フェッツァーは決定に対して上訴すると述べた。

### 法的措置
2014年12月15日、銃撃の犠牲者26人のうち9家族が、コネチカット州でブッシュマスター、レミントン・アームズ、銃器の販売業者であるカムフォー、及び犯人の小銃が購入された、現在閉鎖されているイースト・ウィンザー・ストアのリバービューセールスに対し、「不特定の」損害賠償を求めて集団訴訟を起した。原告は2005年の連邦武器商法保護法（PLCAA）(英語版)の免除を主張しており、通常はそのような訴訟は成立しないものとして認められない。
原告は、XM15-E2Sは軍事および警察の用途にのみ適しており、ブッシュマスターはそれを民間人に不適切に販売したと主張した。2015年1月、ブッシュマスターの弁護士は、コネチカット州で銃撃が行われたものの、ノースカロライナ州にあるため、訴訟を連邦裁判所に移すよう請願した。2015年2月、被害者の家族の弁護士は、訴訟を州裁判所に戻すよう申し立てた。2016年4月14日、コネチカット州の裁判所は、訴訟を要約的に却下するという被告の申し立てを却下した。弁護人は1ヶ月後に解雇を求める2回目の申し立てを行った。2016年10月14日、訴訟を却下するという被告の申立てが認められた。裁判官は、訴状は連邦法およびコネチカット州法に従って無効であると判断した。
犠牲者の家族はコネチカット州最高裁判所に控訴した。2019年3月、裁判所は4〜3票で、第一審裁判所の判決の一部を覆し、追加の審理のために事件をブリッジポート上級裁判所に差し戻すことを決定した。家族のコネチカット不公正取引慣行法への控訴は、銃製造業者が武器を「不公正、非倫理的、または危険な方法」で提示する広告を使用したことを示し、レミントンは「市場の拡大」を求めているとの判決を下した。
消費者に、知覚された敵に対して攻撃を行うことを奨励する攻撃兵器の広告キャンペーンは、PLCAAによって禁止されておらず、原告は第一審裁判所で彼らの訴訟を議論するのに十分な立場を持っていた。また、原告は、銃会社がAR-15をどのように販売したかに関する内部文書を召喚することができるとの判決を下した。レミントンは合衆国最高裁判所に州裁判所の判決を再検討するよう要請したが、2019年11月、最高裁判所は上訴の審理を拒否し、家族の訴訟を進めることを許可した。
2022年2月15日、レミントンは7300万ドルを支払うことで、犠牲者の遺族らと和解した。
2022年10月12日、コネティカット州の裁判所は、事件は演出されたものだと主張していたアレックス・ジョーンズに対して、9億6500万ドルの賠償金を被害者の親らに支払うよう命じる決定を下した。